# 酒井健作
酒井 健作（さかい けんさく、1972年 - ）は、バラエティ番組を中心に活動する日本の放送作家。ロコモーション所属。

## 概要

### 人物
おたく文化、とりわけ1980年代ホビーには造詣が深く、とくに『ビックリマン』においては歴代シールを全て収集するほどの熱烈なコレクターである。
2000年10月11日にフジテレビ721（現・フジテレビTWO ドラマ・アニメ）で放送された『チャンネル北野・ビックリマンシールを集める男』では、酒井自身が日本中を駆け巡り、当時まだ手にしていなかったヘッドシールの残り50枚を集めるというドキュメンタリータッチのバラエティ番組に出演。50枚で39万9,162円を使い全477枚全てを入手することに成功した。この番組などが評価され、翌年発売された『ビックリマン超元祖32弾』以降、ビックリマンシールの制作に携わることになる。また『スペシャルセレクション』の監修も担当。2008年8月5日に放送された『GO!GO!アッキーナ』では「アッキーナのビックリマンシール講座」の企画･構成を担当した。
キン消しなどキャラクター消しゴムにも造詣があり、お笑いコンビ・よゐこと共に『よゐことキンケシ 〜濱口が有野に全418体を紹介する企画〜』の企画・構成を担当している（2008年にDVD発売）。

### 来歴
1990年代から、テリー伊藤が率いる制作会社ロコモーションに所属。下積み時代の最初の仕事は、テレビ東京『浅草橋ヤング洋品店』に裏方のスタッフとして参加。
2002年に放送が開始された『トリビアの泉 〜素晴らしきムダ知識〜』をフジテレビの木村剛、塩谷亮と共に企画立案。月曜深夜の『月深』枠で話題となり、翌2003年7月、ゴールデンタイムに移る。その塩谷とは『エブナイ』や、後に立ち上げた『アイドリング!!!』でも共同している。
2003年放送開始の『ゲームセンターCX』では企画・構成を担当し、CS番組としては異例のヒット企画となる。また、アイドリング!!! (アイドルグループ)のいくつかの楽曲の作詞も手がけている。
2010年、キングレコードの大月俊倫の発注で『戦国鍋TV 〜なんとなく歴史が学べる映像〜』(tvk)の企画・全体構成を務めヒットを収める。
2011年には『戦国鍋TV』のヒットを受け、『ウルトラゾーン』の企画・全体構成を担当。同年テレビ東京系列のドラマ『勇者ヨシヒコと魔王の城』（監督 福田雄一）にもブレーンとして参加している。
2012年、テレビ東京で80年代にブームを巻き起こしたキョンシーをモチーフにしたドラマ『好好!キョンシーガール〜東京電視台戦記〜』の企画ブレーンとして参加。同年放送の『勇者ヨシヒコと悪霊の鍵』へ前作に引き続きブレーンとして参加。『バカリズム THE MOVIE』の企画・全体構成を担当した。
2013年、劇場公開作品『ゲームセンターCX THE MOVIE 1986 マイティボンジャック』の脚本を手掛け、[テレビ東京ドラマ『ノーコン・キッド 〜ぼくらのゲーム史〜』では企画ブレーンとして参加。
2014年、フジテレビ『ウルトラ怪獣散歩』の脚本監修、テレビ東京ドラマ『アオイホノオ』（監督 福田雄一）のブレーンとして参加。
2016年、『勇者ヨシヒコと導かれし七人』にブレーンとして参加、円谷プロダクション製作の幻の作品を発掘する番組『EXまにあっくす』の企画・構成。
2017年、TBSアニメ『"トミカハイパーシリーズ"トミカハイパーレスキュー ドライブヘッド 機動救急警察』に構成協力として参加。まんだらけが発行するカタログ誌『まんだらけZENBU』に連載されている中島紳介『PUFFと怪獣倶楽部の時代』から着想を得て、ドラマ『怪獣倶楽部〜空想特撮青春記〜』を提案。企画・構成・脚本協力を務める。
2024年、テレビ東京・東映ビデオ・ＤММ製作よる特撮ドラマ『ウイングマン』に【企画・脚本監修】として参加

## 代表作

### 近年の参加番組
- ゲームセンターCX
- 芸能人が本気で考えた!ドッキリGP（構成・演出）
- 人志松本の酒のツマミになる話
- クイズ!あなたは小学5年生より賢いの?
- 今夜はナゾトレ
- よゐことキンケシ 〜濱口が有野に全418体を紹介する企画〜
- ウルトラ怪獣散歩
- いいすぽ!
- もう!バカリズムさんの超H!
- ガチャムク
- ENGEIグランドスラム
- トークィーンズ
- お笑いオムニバスGP
- THE MANZAI マスターズ
- まっちゃんねる
- ワンピースバラエティ 海賊王におれはなるTV
- 今日、好きになりました。
- ぽかぽか
- 何かオモシロいコトないの？
- この世界は１ダフル
- 私のバカせまい史
- チャンハウス
- ドリフに大挑戦
- キン肉マサル

### 過去の担当番組
- トリビアの泉 〜素晴らしきムダ知識〜
- 森田一義アワー 笑っていいとも!
- 笑っていいとも!増刊号
- 笑っていいとも!特大号
- とんねるずのみなさんのおかげでした
- 石橋貴明のたいむとんねる
- 石橋、薪を焚べる
- めちゃ×2イケてるッ!
- ダウンタウンなう
- クイズ!ヘキサゴンII
- クイズ!ヘキサゴン
- FNS地球特捜隊ダイバスター（企画・アニメーション演出）
- 戦国鍋TV 〜なんとなく歴史が学べる映像〜[2]
- 考えるヒト
- チャンネル北野eX
- TOKIOカケル
- サイキ道
- すこジャニ～ルールだらけの旅～
- 超絶限界
- FNS27時間テレビ 鬼笑い祭
- オスカル!はなきんリサーチ
- EXまにあっくす
- ウタフクヤマ
- 映っちゃった映像GP
- この指と〜まれ!
- みんなとオマエラの歌
- クイズハッカー
- バカリズム特番
- アニマルエレジー
- ウケメン
- 第72回NHK紅白歌合戦
- 全国高等学校クイズ選手権
- かまいたちの売れチャレ
- くりぃむしちゅーのたりらリラ〜ン
- くりぃむしちゅーのたりらリでイキます!!
- さんま・福澤のホンマでっか!?ニュース
- クイズ発見バラエティー イッテQ!
- 世界の果てまでイッテQ!
- 裸の少年
- ギリギリ昔話
- アオハル (青春) TV
- よゐこの企画案
- 超問クイズ! 真実か?ウソか?
- ザ・ジャッジ! 〜得する法律ファイル
- 登龍門F
- お笑い登龍門
- 遊ワク☆遊ビバ!
- やしがにのウインク
- グラビアトークオーディション
- 環境野郎Dチーム
- カワズ君の検索生活
- 爆笑レッドカーペット
- 週刊オリラジ経済白書
- チノパン
- ショーパン
- 明石家さんちゃんねる
- アナ☆ログ
- 脳内エステ IQサプリ
- オビラジR
- カトパン
- すけスケシルバ
- Music Museum
- エブナイ
- 熱血!サンタマリア
- 胸さわぎの土曜日
- 理由ある太郎
- 週刊少年『』
- ジャングルTV 〜タモリの法則〜
- 関口宏の東京フレンドパークII
- 本能のハイキック!
- Perfumeの気になる子ちゃん
- 桑田佳祐の音楽寅さん
- EXH〜EXILE HOUSE〜
- キャンパスナイトフジ
- ウソホンティ
- マツコの部屋
- 平野綾だけTV
- ミオパン
- ヤマサキパン
- ジャック10
- 天使の美容室〜髪が乾くまで…〜
- ホメられてノビるくん
- 5LDK
- うもれびと
- コスコスプレプレ
- ウルトラゾーン（企画・全体構成）
- 爆笑 大日本アカン警察
- アイドリング!!!
- アイドルING!!!〜ネクスト育成ング!!!
- 百識〜百で知るひとつの知識〜
- TOKYO IDOL TV
- ピラメキーノ640
- ペケポン
- サタデーナイトチャイルドマシーン（脚本協力）
- 設楽矢作の仲間になったらこうなった
- モウソリスト
- 叱って!ブロンド先生
- こんな感じでどうですか
- ミレニアムズ
- ヨルタモリ
- ニュースな晩餐会
- Musicる TV
- 人生のパイセンTV（ブレーン）
- そんなバカなマン
- フルタチさん
- 究極の○×クイズSHOW!!超問!真実か?ウソか?
- 真実解明バラエティー!トリックハンター
- アイドルお宝くじ
- もしかしてズレてる?
- やっちまったtv
- してみるテレビ!教訓のススメ
- どぅんつくぱ〜音楽の時間〜
- 答えを聞いたらもう一度見たくなる! クイズ二度見
- とんねるず×さまぁ〜ずの一文無しジャーニー2×2
- たけしの誰でもピカソ
- 玉の輿に乗ったのにその後どん底に落ちた女たちSP

### ドラマ
- バカリズムマン対怪人ボーズ（脚本・キャラクターデザイン）
- 不思議少女　加藤うらら
- 勇者ヨシヒコと魔王の城（ブレーン）
- 世にも奇妙な物語 2012年 秋の特別編
- 好好!キョンシーガール〜東京電視台戦記〜（企画ブレーン）
- 撮らないで下さい!!グラビアアイドル裏物語（企画ブレーン）
- 勇者ヨシヒコと悪霊の剣（ブレーン）
- 天魔さんがゆく（ブレーン）
- ノーコン・キッド 〜ぼくらのゲーム史〜（企画ブレーン）
- アオイホノオ（ブレーン）
- 勇者ヨシヒコと導かれし七人（ブレーン）
- 怪獣倶楽部〜空想特撮青春記〜（企画・構成・脚本協力）
- 電影少女 -VIDEO GIRL AI 2018-（ブレーン）
- 電影少女 -VIDEO GIRL MAI 2019-（ブレーン）
- 四月一日さん家の（企画・構成）[3]
- ウイングマン（企画・脚本監修）

### 映画
- バカリズム THE MOVIE（企画・構成）
- ゲームセンターCX THE MOVIE 1986 マイティボンジャック（脚本）
- 大仏廻国 The Great Buddha Arrival （ブレーン・脚本協力）
- ネズラ1964（ブレーン・脚本）
- 怪猫狂騒曲（ブレーン）
- HOSHI 35/ホシクズ（ブレーン）[4]

### アニメ
- トミカハイパーレスキュー ドライブヘッド 機動救急警察（脚本・構成協力）
- ドラえもん　 
  - 第1032話「ヴェルサイユのママ」（アイデア協力）
  - 第1037話「イースター島のモアイ」（アイデア協力）
  - 第1324話「あいつを固めちゃえ」(脚本）
  - 第1361話「ペットペン」（脚本）

### DVD
- ゲームセンターCX
- 戦国鍋TV 〜なんとなく歴史が学べる映像〜
- ウルトラゾーン
- ウルトラ怪獣散歩
- そんなバカなマン
- 桑田佳祐の音楽寅さん
- THEゲームメーカー
- 暴走たけし軍団 愛と裸の巻
- 暴走たけし軍団 ブと湯の巻
- アダモちゃんおそらく誕生25周年記念DVD 1万台の監視カメラが捉えた衝撃の映像 私はアダモちゃんを見た!!（監督　マッコイ斎藤）

### 作詞
アイドリング!!!
- 百花繚乱アイドリング!!!
- モテ期のうた
- モテ期のうた〜season1.5〜
- モテ期のうた〜season2〜
- 犯人はあなたです♡
- 機種変エクスタシィ
- SISTER
- カニ子
- 戦闘恋愛少女ロボB型の憂鬱
- カルネアデスは痛くない
- 〜などあって 〜良きところで

9nine
- イーアル!キョンシー feat.好好!キョンシーガール[5]

テレビ東京
- 「ナナナのナナナたいそう」[6]